# طراح معماری
طراح معماری ممکن است به یک معمار، تکنسین معماری یا هر شخص دیگری که در پروسه طراحی ساختمانها یا مناظر شهری مشارکت دارد، اشاره شود.
مگر در مواردی که یک معمار ثبت شده باشند، ممکن است طراحان معماری دارای مدرک تحصیلی یکسان نباشند و به‌طور کلی توسط یک نهاد قانونی شناخته نشوند. بسته به صلاحیت، محدودیت‌هایی در اندازه و محدوده پروژه وجود دارد که یک طراح معمار مجاز به انجام خدمات بدون نظارت مستقیم یک معمار ثبت شده‌است. طراحان معماری مستقل معمولاً روی پروژه‌هایی کار می‌کنند که چنین محدودیت‌هایی دارند.
غالباً طراحان ساختمان که به عنوان معمار ثبت نشده‌اند، با عنوان طراحان معماری یاد می‌شوند، چراکه این اصطلاح در بسیاری از کشورها تحت حمایت قانون نیست. با این حال، در بسیاری از کشورها در سراسر جهان، اصطلاح طراح معماری و مشتقات معماری به‌طور قانونی برای معماران ثبت شده می‌باشد.